# Дамян Дамянов (награда)
Вижте пояснителната страница за други значения на Дамян Дамянов.
Националният конкурс за поезия „Дамян П. Дамянов“ е учреден от община Сливен (чл. 59, ал. 7 от Наредбата за символиката на Общината) в партньорство с ИК „Жажда“ през 2006 г.
Наградата от него се посвещава на големия български поет Дамян Дамянов. Конкурсът се провежда на всеки две години в навечерието на 24 май. Наградата се състои от диплом, плакет и парична премия. В конкурса могат да участват поети от цялата страна, издали стихосбирки през предходната година, но не по-късно от 1 март на съответната година. Присъжда се и награда за дебют (диплом и парична премия), осигурени от Издателска къща „Жажда“. Наградата за дебют се връчва от Агенция „Компас“, като партньор на Община Сливен в провеждането на конкурса. Тя включва грамота и ангажимент за издаване на следващата книга на отличения автор. Крайният срок за участие със стихосбирки обикновено е до края на март през четните години.

## Наградени автори и творби
- 2006 – Валери Станков от Варна за стихосбирката му „Автопортрет със светкавици“; две специални награди – на фондация „Радой Ралин“ за книгата с интимна лирика на Елена Алекова от София за „Нещо повече“ и за най-млад автор на Ева Пацовска (Жури с председател Драгомир Шопов и членове Кин Стоянов и Деньо Денев.)[1]
- 2008 – Тенко Тенев от Ямбол за стихосбирката му „Вечерен пейзаж“; награда за поетически дебют – Елица Мавродинова от Кърджали за стихосбирката „Спектъра на бялото“ (Жури с председател Петър Караангов и членове Елена Алекова и Николай Василев.)[2]
- 2010 – Елена Алекова от София за стихосбирката ѝ „Вграждане“; награда за поетически дебют – Даниела Йорданова от Севлиево за стихосбирката „Слънчева тъга“ (Жури с председател Драгомир Шопов и членове Надежда Захариева, Дора Ескидарова, Росица Петрова и Желяз Кондев.)[3]
- 2012 – Деньо Денев за стихосбирката му „Почеркът на вятъра“; награда за поетически дебют – Стефан Радев за стихосбирката „Бутилка, чаша и радио“; две специални награди – за Пламен Киров и стихосбирката му „Къща в небето“ и Атанас Капралов за стихосбирката „Жив и свободен“. (Жури с председател Иван Гранитски и членове Надежда Захариева, Желяз Кондев, Росица Петрова, Валентина Димитрова, д-р Екатерина Иванова и Петър Сяров.)[4], [5]
- 2014 – Сашо Серафимов от Добрич за стихосбирката му „Старците умират в края на света“; награда за поетически дебют – Ники Комедвенска (Добринка Кирякова) за стихосбирката „Свят за лудите“. (Жури с председател поетесата Маргарита Петкова и авторите Надежда Захариева – съпруга на твореца, Деньо Денев, Петя Александрова и Желяз Кондев.)[6], [7]
- 2016 – Мартин Спасов от Шумен за стихосбирката му „Костилки от спомени“; награда за поетически дебют – Антонина Димитрова за стихосбирката „Картини на една душевност“. (Жури с председател Надежда Захариева – съпруга на твореца, и членове поетите Валентина Радинска и Тенко Тенев (носители на национални призове), както и д-р Росица Петрова-Василева, директор на Регионална библиотека „Сава Доброплодни“ и стопанинът на сливенската издателска къща „Жажда“ Желяз Кондев.)[8]
- 2018 – Васил Славов; награда за поетически дебют – Виолета Кръстева. (Жури с председател Надежда Захариева – съпруга на твореца, и членове поетите Валентина Радинска и Тенко Тенев (носители на национални призове), Деньо Денев и стопанинът на сливенската издателска къща „Жажда“ Желяз Кондев.)[9]
- 2020 – Светла Гунчева от Бургас за „Езикът на пчелите“; награда за поетически дебют – София Милева от Хасково за „Грехопадение“. (Жури с председател Надежда Захариева – съпруга на твореца, и членове поетите Валентина Радинска, Тенко Тенев, Деньо Денев, директорът на библиотека „Сава Доброплодни“ – Сливен д-р Росица Петрова-Василева и стопанинът на сливенската издателска къща „Жажда“ Желяз Кондев.)[10]
- 2022 – доц. д-р Петя Цонева от Габрово за „Белият час“; награда за поетически дебют – Жени Щерева от Пловдив за "Из нощните записки на една Сова“ (председател на комисията – съпругата на Дамян Дамянов – поетесата Надежда Захариева. Членове: поетесата Валентина Радинска – носител на наградата на Община Сливен за литература и изкуство „Добри Чинтулов“ за 2014 г., Тенко Тенев – поет, председател на Дружеството на писателите в Ямбол и носител на наградата „Дамян Дамянов“ за 2008 г., Деньо Денев – поет, носител на наградата "Добри Чинтулов“ за 2013 г., и носител на наградата "Дамян Дамянов“ за 2012 г., и д-р Росица Петрова-Василева – директор на Регионална библиотека „Сава Доброплодни“ – Сливен.)[11]